# Encyclia adenocaula
Encyclia adenocaula là một loài lan.

## Hình ảnh

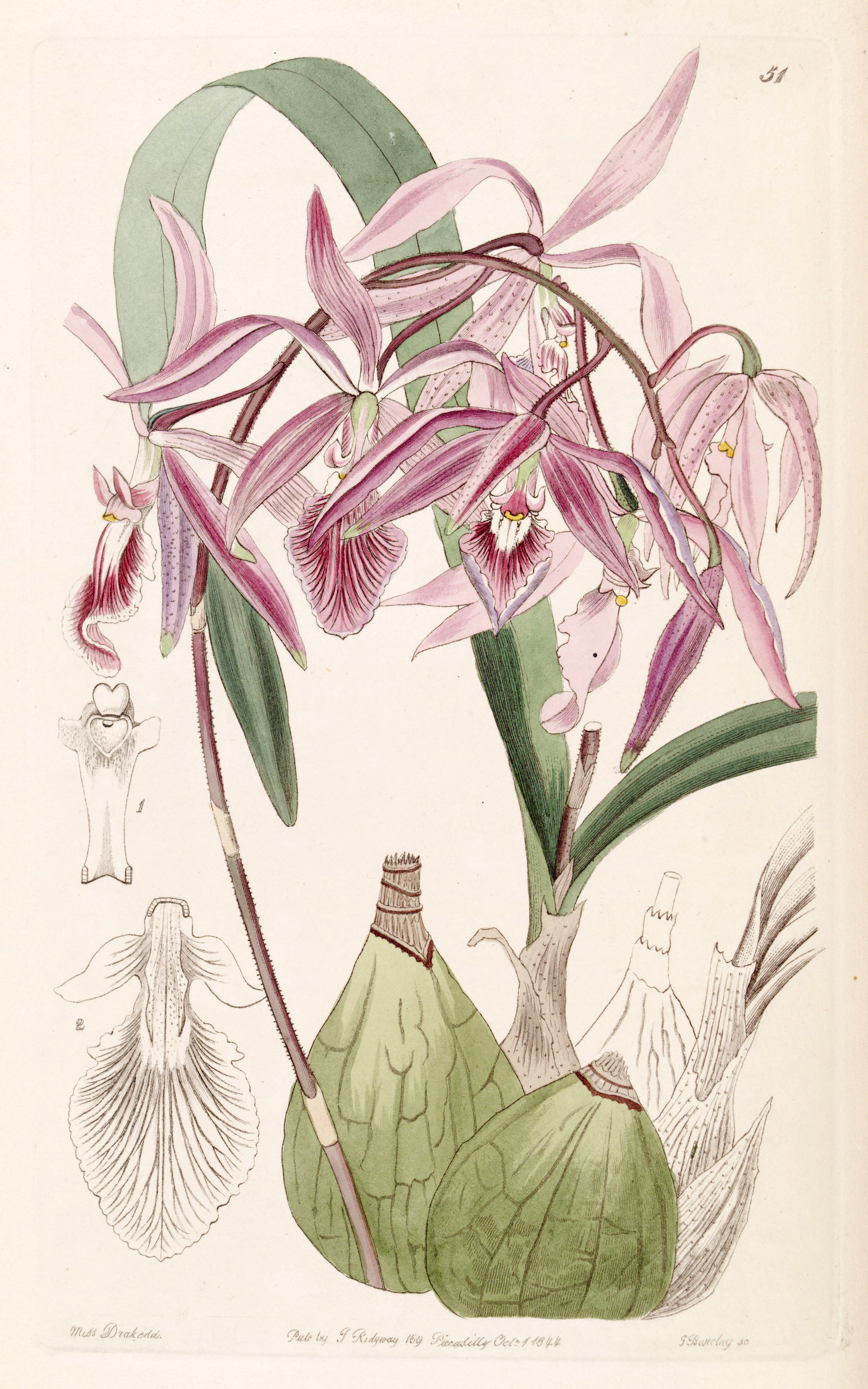
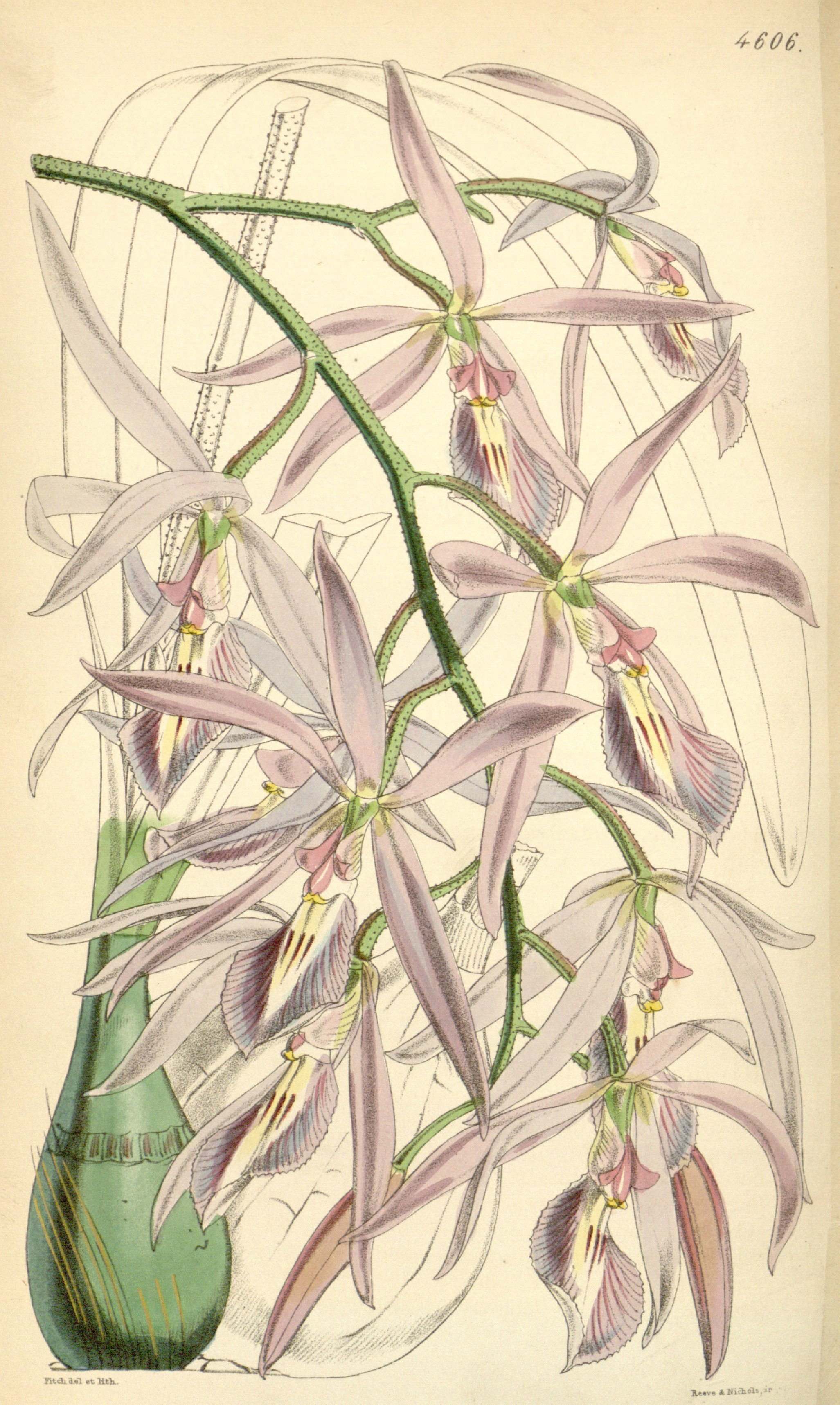
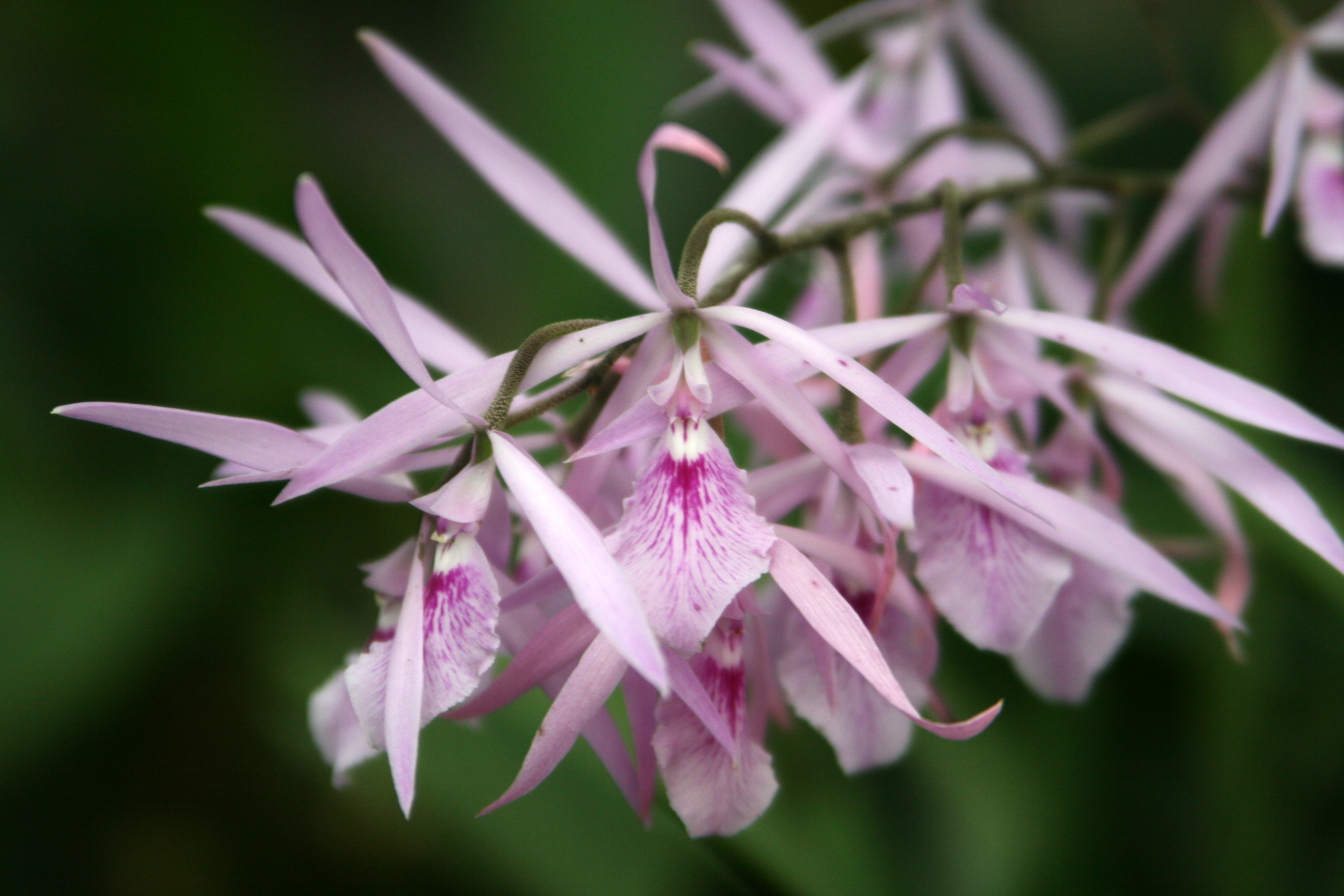